# 達海飛
達海飛（1967年1月30日—）是一名法国前自行车运动员，目前担任UCI洲际车队的香港體育學院職業車隊的總教練。 他曾参加1988年夏季奥运会和1992年夏季奥运会。 